# Олів'є Бланшар
Олів'є Жан Бланшар (фр. Olivier Jean Blanchard) (нар. 27 грудня, 1948, Ам'єн, Франція) — професор економіки у МТІ.
Бланшар отримав ступінь PhD по економіці у 1977 році у МТІ. Навчався в Університеті Париж X Нантер Викладав у Гарвардському університеті від 1977 до 1983, після чого повернувся у МТІ професором. Між 1998 та 2003 Бланшар займав посаду голови Економічного факультету МТІ. Він також є радником Федеральних резервних банків у Бостоні (від 1995) та Нью-Йорку (з 2004). Головний економіст Міжнародного валютного фонду із 1 вересня 2008 року.
Олів'є Бланшар є автором значної кількості наукових статей по макроекономіці, а також підручників для студентів і аспірантів у цій області. Його книга «Макроекономіка» на сьогодні вважається одним з найпопулярніших підручників середнього рівня з макроекономіки.
Починаючи з 1 вересня 2008 р. Олів'є Бланшар є головним економістом МВФ.
Одружений із Ноель Бланшар, має трьох дочок — Серену, Марію та Джулію.